# Philippe Musard
Philippe Musard (8 de noviembre de 1792 - 31 de marzo de 1859) fue un compositor y director de orquesta francés muy popular en las décadas de 1830 y 1840. Es considerado como el primer director de orquesta que alcanzó la fama, así como el precursor de los conciertos populares de música clásica ligera.   

## Biografía
Philippe Musard nació en la localidad francesa de Tours el 8 de noviembre de 1792 en el seno de una familia con escasos recursos económicos.  Musard se unió a una unidad de la Guardia Imperial como corneta.  Su carrera musical comenzó en las afueras de París, donde tocaba la trompeta en salones públicos de bailes de clase baja, para los que compuso algo de música.   Tras la derrota de Napoleón, se mudó a Londres, donde progresó en su carrera organizando bailes e incluso llegó a dirigir la orquesta del rey Jorge IV.     Entre 1821 y 1825 muchas de sus composiciones se publicaron en Londres y algunas de ellas se representaron en París.  Musard regresó a París después de la Revolución de 1830 y organizó una serie de conciertos en Cours-la-Reine.  Asistió al Conservatorio de París y obtuvo el primer premio de armonía en 1831.  Estudió en privado con el compositor checo Anton Reicha. 
En 1832, París se apoderó del temor a un inminente brote de cólera, que entonces devastaba Inglaterra. Con la ayuda de un financiero, Musard produjo conciertos en el Théâtre des Variétés que respondieron al hedonismo resultante de la época.   El elemento central de estos conciertos fue un can-can de "lascivo" en el que participaron chicas vestidas únicamente con boas de plumas y guantes.  Tal era el delirio frenético de estos conciertos que los escritores de la época los compararon con una guerra civil, o incluso con una masacre.  Al principio estos conciertos provocaron un escándalo considerable, pero el gobierno decidió tolerarlos como una "válvula de seguridad" para evitar más disturbios civiles.  Sus conciertos en 1833 se trasladaron a un salón cerrado en la Rue Saint-Honoré.  Para entonces, Musard había alcanzado una gran popularidad personal y sus conciertos se volvieron relativamente tranquilos.  En estos conciertos, el público tenía libertad para moverse, bailar, beber y comer.  La música era compuesta por Musard, así como por otros compositores de moda en la época como Daniel Auber y Gioachino Rossini.  Musard adquirió una riqueza sustancial como resultado de estos bailes, donde el mismo dirigía la orquesta y componía la mayor parte de la música. 
Experimentó algunos problemas de salud en el pecho en 1836 que fueron tratados por Samuel y Mélanie Hahnemann. Como resultado, se convirtió en un ferviente defensor de la homeopatía .  En el verano de 1837, Musard actuó en una gran instalación en los Campos Elíseos y en el invierno regresó al salón de baile.  Aquí Musard, después de experimentar una dura competencia por parte de Johann Strauss padre, se esforzó en colaborar con su homólogo vienés.  Strauss dirigiría la primera mitad del concierto, tras lo cual Musard se haría cargo de la segunda parte.  Esto resultó ser un gran éxito, y durante un tiempo Musard recibió el título de "Strauss de la Cuadrilla" y Strauss fue llamado "el Musard del Vals".  En 1837 también se arraigó el rumor de que Musard había muerto.  Su popularidad fue eclipsada por un tiempo a finales de la década de 1830 por su amigo  Louis-Antoine Jullien, quien intentó superar a Musard usando artillería, donde Musard simplemente usaba una pistola.  Sin embargo, Musard recuperó la prominencia parisina tras la repentina huida de Jullien de París debido a sus grandes deudas.  En 1838 se realizaron en Londres los primeros conciertos "a lo Musard", celebrados en numerosos lugares y dirigidos por directores de prestigio desde Strauss o Pilati.  El nombre de Musard fue llevado a los Estados Unidos en diciembre de ese mismo año por Francis Johnson en una serie de "Conciertos à la Musard".  A finales de la década de 1830, los conciertos al aire libre en el paseo marítimo perdieron popularidad en París, pero Musard fue nombrado miembro de la Ópera de París en 1840 como "Director de los Bailes".  
Debido a su reputación en Inglaterra, se esperaba que Musard llevara sus conciertos al Exeter Hall en octubre de 1839, pero estos eventos nunca ocurrieron ya que los accionistas los prohibieron, sintiendo que el comportamiento violaría el propósito religioso previsto del edificio.  Musard llegó en octubre de 1840 a Londres para una serie de conciertos en el Teatro Drury Lane.   Dejó Londres el 19 de diciembre de ese año, debido a compromisos anteriores en París,  pero regresó a la capital británica en el otoño de 1841 para actuar en el Lyceum Theatre el otoño siguiente, compitiendo con Jullien.  A mediados de la década de 1840, la popularidad de Musard comenzó a declinar.  Su última aparición en Londres ocurrió en el verano de 1845, donde apareció en los jardines de Vauxhall, los jardines de Surrey y en el baile de disfraces real de la reina Victoria en el Palacio de Buckingham.  Poseía una propiedad en Auteuil, entonces un rico pueblo suburbano, y se convirtió en alcalde de ese lugar. 
En septiembre de 1851, Musard sufrió un derrame cerebral que lo dejó paralizado del lado derecho. Fue tratado por el homeópata Charles Lethière, pero sufrió otro derrame cerebral a finales de octubre, que inhibió en gran medida su capacidad de razonamiento. Musard tenía previsto dirigir una serie de conciertos de invierno como de costumbre, y su hijo Alfred junto con Lethière procedieron a formar la gran orquesta habitual, con Alfred dirigiendo. Lethière relata que, al llegar, Musard parecía completamente ajeno al ambiente. Sin embargo, cuando empezó la música, Philippe "comenzó a temblar violentamente" y "sus ojos se iluminaron", le arrebató la batuta a su hijo y comenzó a dirigir con gran vigor. Continuó dirigiendo todos sus conciertos en París esa temporada. Se jubiló en 1852, todavía considerado el "decano de los compositores de danza" en Francia.   Su vida terminó siendo de gran riqueza material, pero de gran dificultad física y mental. Murió en Auteuil el 31 de marzo de 1859.

## Impacto e influencia

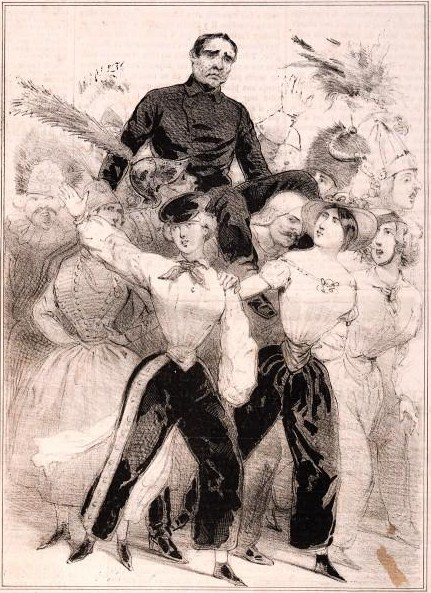
Impresión de 1846 que celebra a Musard

La reputación de Musard era internacional. Los conciertos en Londres se anunciaban como " a la Musard ",  al igual que los de Estados Unidos.  Los conciertos de Musard eventualmente se convirtieron en el concepto de música "clásica ligera".  Incluían música clásica estándar además de música de baile. Más baratos que los conciertos formales, los espectáculos de Musard tuvieron mucho éxito entre la clase media y la clase trabajadora, llevando así la música clásica en a una audiencia más amplia, aquellos que nunca antes habían asistido a conciertos y que veían la música puramente como entretenimiento. El precio de estos conciertos se fijó en 1 franco, para excluir a las clases más bajas.   Cuando sus conciertos populares se exportaron a Londres, el precio también se fijó en un chelín asequible.  Sus conciertos fueron descritos en 1837 como "un paraíso musical" en "una espaciosa sala amueblada con espejos, sofás, otomanas, estatuas, fuentes y adornos florales, y en un extremo un café al que asistía un grupo de 'camareros perfumados'".  Sus orquestas eran muy grandes y contenían hasta 48 violines, catorce cornetas y una docena de trombones. 
Musard se convirtió en el primer director de orquesta famoso. Fue Musard, junto con Jullien, quien colocó la figura del director como músico a la par de los virtuosos más afamados. El público asistía a sus conciertos no sólo por la música, sino también para ver a él dirigir la orquesta, independientemente de la música que se interpretara.  En los momentos culminantes, Musard se deshacía de su batuta, la arrojaba frente al público y se ponía de pie (la práctica estándar en ese momento colocaba al director sentado) para mostrar su dominio sobre la orquesta.   Musard empleó gestos salvajes que incluían manos, pies, brazos, rodillas y no la menos grotesca expresión facial al dirigir.  A raíz de ello, circularon rumores de que hizo un trato con el Diablo, precediendo la reputación de Paganini.
No se le consideraba atractivo físicamente, habiendo adquirido importantes cicatrices a causa de la viruela, tez amarilla y aspecto desaliñado, vistiendo siempre con un traje negro que no estaba debidamente medido.      Los bailarines y el público del concierto lo solían levantar y lo llevar en hombros por la sala de conciertos al final del espectáculo.   Se convirtió en una de las principales celebridades de París, hasta el punto de que de su figura "grotesca" se hicieron efigies hechas de chocolate, mazapán y pan de jengibre que se vendieron y consumieron en grandes cantidades en toda la ciudad.  
Musard fue un innovador en la publicidad de conciertos musicales. Utilizó folletos y anuncios de periódicos con fines promocionales. De esta manera, su influencia sobre Francis Johnson fue más importante que su influencia musical, afectando así la forma en que se promovía la música estadounidense. 
Debido al gran éxito de sus conciertos, Musard tuvo muchos emuladores. El más significativo de ellos fue Louis-Antoine Jullien. Otros seguidores incluyeron a Francis Johnson, Thomas Baker  y su propio hijo Alfred Musard. 
Musard también tuvo una carrera compositiva seria, escribiendo tres cuartetos para cuerda, así como un artículo académico sobre composición.  Las innovaciones musicales de Musard incluyeron el uso de numerosos solistas instrumentales, así como el uso de efectos de sonido (incluyendo sillas rotas y disparos de pistola) para señalar desarrollos importantes dentro del programa.  Estos efectos inusuales surgieron accidentalmente, cuando una silla de uno de sus músicos se rompió de manera audiblemente significativa durante el concierto. Afortunadamente para Musard, el momento del accidente coincidió con la música y el público lo aprobó enormemente, pensando que se trataba de un desarrollo novedoso de Musard. Para no dejar pasar la oportunidad de un mayor espectáculo, Musard inmediatamente lo incorporó como parte habitual de su acto.  Se convirtió en el primer compositor en asignar a los trombones la melodía principal.  Tomó prestado en gran medida de composiciones que sus oyentes reconocerían, lo que generó cierta crítica  y acciones legales contra sus editores.  Estas famosas piezas se transformarían en sus galopes y cuadrillas, transformando el carácter de la música en algo "infernal".  Algunos críticos musicales sintieron que Musard "masacró" la música, y los críticos ingleses consideraron que la reelaboración de Musard del Mesías de Handel era una "profanación".  Sin embargo, incluso cuando utilizó el trabajo de otros, empleó un eficaz contrapunto de su propio recurso.  Se le atribuye la invención del "galop infernal".  Sus composiciones fueron ampliamente publicadas tanto en París como en Londres.  Su producción ascendió a más de 150 polcas, cuadrillas y valses.  Su composición más famosa fue Quadrille des Huguenots . 
Johann Strauss padre le pidió a Musard tocar en su orquesta para comprender completamente la cuadrilla francesa.  Las primeras composiciones de Jacques Offenbach fueron escritas con la esperanza de ser interpretadas por Musard.  La orquesta de Musard influyó mucho en el director estadounidense Ureli Corelli Hill cuando buscaba una manera de operar adecuadamente una orquesta. 